# Olaf I de Mann
No confundir con Olaf III Guthfrithson, monarca del reino vikingo de Mann, Jórvik y Dublín (siglo X)
Olaf Godredsson (gaélico: Amlaíb mac Gofraid; nórdico antiguo: Óláfr Guðrøðarson) (1080 - 1153), algunas veces citado en fuentes secundarias contemporáneas como Olaf I de Mann, también Olaf el Rojo, fue un caudillo hiberno-nórdico, rey de Mann y las Hébridas que gobernó aproximadamente entre 1113 y 1153, hijo menor del legendario Godred Crovan.
Recuperó el gobierno de las islas tras la dominación noruega durante el reinado de Magnus III (que arrebató el poder a su hermano Lagman Godredsson) y posteriormente Sigurd I de Noruega, entre 1099 y 1103 y que siguió el gobierno de Muirchertach Ua Briain, gran rey de Irlanda, durante el dominio temporal irlandés del reino de Dublín y que provocó una ruptura sucesoria en la isla; según las crónicas de Mann actuó como regente:
«Murecardum O´Brien regem Hibernie <..> Dompnaldum filium Tade»
Pero tras ese paréntesis, Olaf pudo gobernar durante cuarenta años sin interrupción como «rex insularum» («rey de las Islas»), traducción literal de la forma gaélica «ri Innse Gall» («rey de las islas extranjeras»), que los reyes se atribuyeron a partir del siglo IX y en su caso como «rey de Mann y las Islas». Olaf mantuvo un reinado de equilibrio entre Escocia e Irlanda; ninguno de ellos se atrevió a romper la paz en Mann durante el reinado de Olaf. Olaf se puede considerar el primer regente del periodo post-vikingo en la isla conocido como reino de Mann y las Islas.
En 1134 fundó un monasterio cisterciense en Rushen. En 1153 Olaf ya era muy mayor para enfrentarse a un viaje hasta Noruega para rendir homenaje al rey, enviando a su hijo Godfred. Aprovechando la ausencia del heredero, Ragnald (o Reginald), hijo de Harald Godredsson (hermano de Olaf y Lagman) derrotado en 1099, organiza una revuelta contra Olaf y reclama su derecho al trono. Ragnald asesina a Olaf el 29 de junio de 1153.

## Legado
La primera esposa de Olaf, con quien casó en 1102, fue Affraic, hija de Fergus de Galloway y de esa relación nació el heredero al trono: 
- Godfred V de Mann.

Su segunda esposa, Ingeborg Haakonsdottir, hija de Haakon Paulsson, jarl de las Orcadas (m. 1122). De esa relación nace una hija:
- Rahgnailt (Ranghild), que se casó en 1140 con Somerled, rey de Kintyre y de las Islas.

Otros hijos que tuvo con diversas concubinas:
- Ragnald III de Mann
- Lagmann
- Harald